# Židáci města Pitěru
Židáci města Pitěru aneb Truchlivé debaty při svíčkách (1990, Жиды города Питера, или Невесёлые беседы при свечах) je jediná divadelní hra ruských sovětských spisovatelů bratrů Strugackých a také jejich poslední společné dílo. Autoři ji označili za komedii, ve skutečnosti je to však hra o duševním zotročení lidí, které jim bere vůli i potřebu svobodně žít.

## Obsah hry
Hra má dvě jednání a odehrává se v období Gorbačovovy perestrojky. Jedné noci přinese do řady leningradských (petrohradských) domácností jakýsi muž v černém zvláštní obsílku, která vyzývá Židáky města Pitěru (hovorový název pro Petrohrad), aby se do 24 hodin dostavili na určené stanoviště, kterým je stadion. Předvolání je podobné výzvě k nastoupení do transportu do koncentračních táborů a vyvolává v obeslaných řadu otázek a nesmyslných hypotéz. Přesto se všichni rozhodnou, že se jako vždy podřídí.

## Česká vydání
- Židáci města Pitěru,Triton, Praha 2013, přeložil Libor Dvořák.